# 黄岩孔庙
黄岩孔庙位于中国浙江省台州市黄岩区学前巷2号，青年路与劳动路交汇处西南，是浙江省现存较完整的孔庙，始建于唐代，最初在县东三里，北宋治平三年（1066）迁至明因寺北，并即孔庙设县学，元丰六年（1083）迁至今址，后屡毁屡建。今大成殿及两庑、大成门等主体建筑均为清道光二年（1822）重建，同治时重修。1982年2月被公布为黄岩县文物保护单位，1989年12月被公布为浙江省文物保护单位。
文庙布局原前庙后学，清光绪时中轴线上依次为万仞宫墙、棂星门三间（内东有名宦祠，西有乡贤祠、忠孝祠，各三间，忠孝祠又名孝友祠）、泮池、泮桥（三孔梁桥）、大成门五间（按县志记载为三间，实为五间，东为神祠、西为衣亭，各三间）、大成殿五间（前有东西庑各九间）、明伦堂五间和崇圣祠三间，东路为大门三间、文奎阁三间两层和尊经阁三间两层，西路为教谕署、训导署等（图）。现存大门、文奎阁、泮池、泮桥、大成门及神祠衣亭、大成殿及东西两庑等，其中文奎阁与大成殿均为重檐歇山顶上覆以黄色琉璃瓦，大成殿正脊砌“天开文运”四字，两侧堆塑龙形正吻，文奎阁正脊为滚瓦花脊。大成门为重檐歇山顶上覆以灰色筒瓦，正脊为滚瓦花脊。